# Tubilla del Lago
Tubilla del Lago község Spanyolországban, Burgos tartományban. Tubilla del Lago Baños de Valdearados, Villanueva de Gumiel, Gumiel de Izán, Villalbilla de Gumiel, Santa María del Mercadillo és Valdeande községekkel határos. Lakosainak száma 171 fő (2024).

## Népesség
A település népessége az utóbbi években az alábbiak szerint változott:
| Lakosok száma | 191  | 170  | 168  | 154  | 171  | 157  | 157  | 164  | 167  | 171  |
|               | 2001 | 2004 | 2006 | 2009 | 2011 | 2014 | 2016 | 2019 | 2021 | 2024 |